# 麦克斯·胡巴赫
麦克斯·胡巴赫（Max Hubacher）是瑞士演员。后来由于他在《冒牌上尉》中的表演而知名。自2010年以来，他已出现在十多部电影中。

## 奖项
- 流星奖 (2012)[1]